# Universidad Tecnológica de Santiago
Universidad Tecnológica de Santiago (UTESA) (eng.: Santiago University of Technology, da.: Santiagos Teknologiske Universitet) er et privat universitet grundlagt i 1974 i Den Dominikanske Republik. Dets vigtigste campus er placeret i byen Santiago de los Caballeros og er udvidet med mindre campusser i Santo Domingo, Puerto Plata, Moca, Dajabon og Valverde. Det er anerkendt som en af de højst rangerende universiteter i Den Dominikanske Republik, med stor vægt på områderne sundheds- og ingeniøruddannelser.